# Chiapa de Corzo (comune)
Chiapa de Corzo è un comune del Messico situato nello stato di Chiapas.